# Adam Schiff
Adam Bennett Schiff (Framingham, Massachusetts, 1960. június 22. –) amerikai jogász, politikus és író, az Egyesült Államok szenátora Kaliforniából. Korábban, 2001-től szenátusi megválasztásáig Kalifornia egyik képviselője volt az Egyesült Államok Kongresszusában. A Demokrata Párt tagja, korábban, 1996 és 2000 között állami szenátor volt.
Schiff a Stanford és a Harvard Egyetemeken végezte tanulmányait. 1993-ban lett ismert, mikor helyettes államügyészként nagy szerepet játszott Richard Miller szovjet kém elítélésében. Az ezt követő évben indult el első politikai pozíciójáért. Kalifornia 30. kerületét képviseli, ami alá esik Pasadena, Glendale, Burbank, West Hollywood, Hollywood, Sunland-Tujunga, Edendale, Park La Brea, Hancock Park és Echo Park.
2019 és 2023 között Schiff a Képviselőház Hírszerzési Bizottsága elnöke volt, mielőtt a republikánus házelnök, Kevin McCarthy, megvonta tőle a kinevezést. 2007 óta tagja a költségvetés-alkalmazási bizottságnak is, de a 114. kongresszus óta egyszer sem ülésezett a tagokkal. Az első Donald Trump ellen indított felelősségre vonási eljárás vezetője volt, illetve korábban két hasonló ügyet is vezetett bírósági kinevezettek ellen.
A 2024-es demokrata szenátorjelölt Kaliforniában, március 5-én a pártatlan előválasztáson legyőzte Katie Porter és Barbara Lee demokratákat, ellenfele baseballjátékos Steve Garvey (republikánus) volt, könnyen nyert.